# H-1152
H-1152 (Диметилфасудил) является производным изохинолинсульфонамида способным, конкурируя за АТФ, высокоизбирательно ингибировать Rho-ассоциированную протеинкиназу (ROCK) и вызывать вазодилатацию. Его способность ингибировать ROCK примерно в 9-16 раз выше, чем у Y-27632 или фасудила

## Лабораторные исследования
Обнаружено что H-1152 в концентрации от 0,1 до 2 мкМ способен значительно повышать дифференцировку эмбриональных стволовых клеток мыши в допамин-катехоламинергически-положительные нейроны среднего мозга, которые могут образовывать синапсы. При этом он не влияет на клеточный цикл или пролиферацию клеток. При высоких концентрациях (> 5 мкМ) однако заметен некоторый цитотоксический эффект.
В опытах на мышах было обнаружено что H1152 обладает сильным антифиброзным потенциалом, поскольку сильно снижает жесткость тканей сердечной мышцы.